# 寧東設治局
寧東設治局，民國時設置於四川省的設治局，西康建省後劃歸西康省，是寧屬九縣三局之一。今四川省喜德县境内。

## 历史沿革
民国二十七年（1938年）析越嶲县置，局所驻米市（今四川喜德县东南米市镇），属四川省第三行政督察区。
內政部渝民27年6月28日發00166號咨 

「案查前准四川省政府咨，以四川省西南部巴且夾谷等地土地肥沃，物產豐富，夷族聚居，強悍難化，為開化夷民，開發邊隅起見，擬於該處設立寧東設治局。治所設於米市，繪具地圖，咨請轉呈核定等由」，當經本部核議轉呈在案，茲奉 行政院27年6月23日渝字第5085號訓令開：「查前據該部渝民27年4月2日發587號呈為四川省設置寧東設治局一案，經核尚無不合，請核轉備案等情到院，當經提出本院會議決議通過，分別轉呈備案，並指令在案。茲奉 國民政府渝字第390號指令開：「呈件均悉。准予備案。附件存。此令」

民国二十七年9月改属西康省。1952年撤銷寧東設治局，以寧東設治局的行政區域和西昌縣北山區（今喜德县北山乡）及冕寧縣的甘相營鄉設立喜德縣，駐甘相營。

## 概况[3]
寧東設治局東以三灣河，美姑河為界與昭覺，雷波接壤；西至阿里得岩（紅毛梁子）與北山模範政治指導區和冕寧縣冕山鄉緊鄰；南至西昭大道與昭覺相連；北至瓦吉木梁子和馬鞍山與普雄政治指導區連接。總面積約3900平方公里。
全境屬彝族聚居區，分布有糯米家11支，約2100戶；羅洪家13支，約2300戶；瓦渣家6支，約860戶；八且家2支，約430戶；另有「四十八甲」彝支約500戶。
境內峰巒層疊，溝壑縱橫，交道閉塞，主要通道只有3條，分別通向昭覺、越嶲、瀘沽，多是山間道路，崎趣難行。有一個郵政代辦所，僅1名郵差，三日一班．通至冕山。
建局初，米市、三岡各有普通小學l所（後改為省立邊小），三個區另有邊民小學4所。
全局編製共30名。局長，秘書外，分設一、二、三科，分管民政、財政和教育。還有警佐、督學、戶政、會計、技士、科員、事務員、僱員、政警、公投等人員。另有司法處，設主任審判官、書記官、檢驗員、執這員各1名，錄事、法警各2名。

## 行政区划
初建時轄三岡、 普提、巴溪三個區、21個聯保（鄉、村）、102保、705甲，7629戶。後來轄區調整，划進划出，到1941年實有三區、12聯保、65保、552甲、5143戶、22233人。

## 历任局长
先後擔任局長的有梁朝仲、魏鎮藩、謝水先、鄧德松、謝文丹等。